# Dasineura sampaina
Dasineura sampaina är en tvåvingeart som först beskrevs av Tavares 1902.  Dasineura sampaina ingår i släktet Dasineura och familjen gallmyggor. Inga underarter finns listade i Catalogue of Life.